# Cinema russo d'avanguardia
Il cinema russo d'avanguardia è quel periodo della storia del cinema russo che ebbe luogo nell'epoca del muto, tra il 1918 e la fine degli anni venti, comprendendo anche alcuni maestri indiscussi dell'arte cinematografica, quali Sergej Michajlovič Ėjzenštejn e Dziga Vertov.
La Russia prese i passi dal cinema futurista italiano, con un vero e proprio movimento futurista nazionale. Per i russi però il cinema non fu solo uno strumento per incarnare i "meravigliosi capricci" della modernità (come scriveva Marinetti), ma fu soprattutto l'incarnazione dei nuovi ideali rivoluzionari di libertà, modernità e rinnovamento. A differenza degli italiani, i futuristi russi non volevano estetizzare la vita, ma si proponevano di rinnovare sia l'arte sia la vita, creando un'arte nuova per un mondo nuovo: il mondo della rivoluzione socialista.

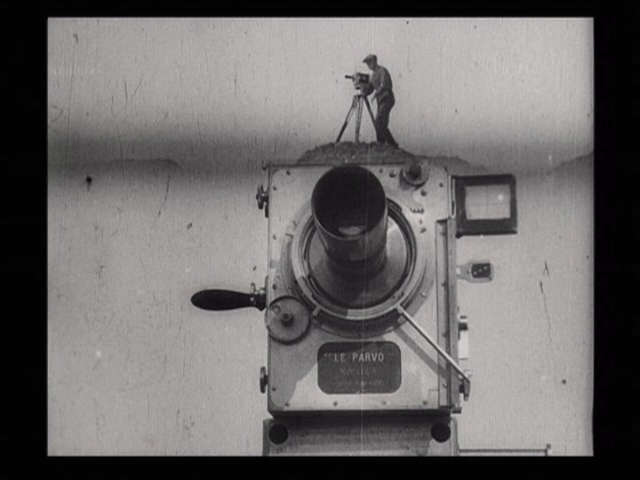
Dziga Vertov in una sovrimpressione sulla sua cinepresa

## Storia

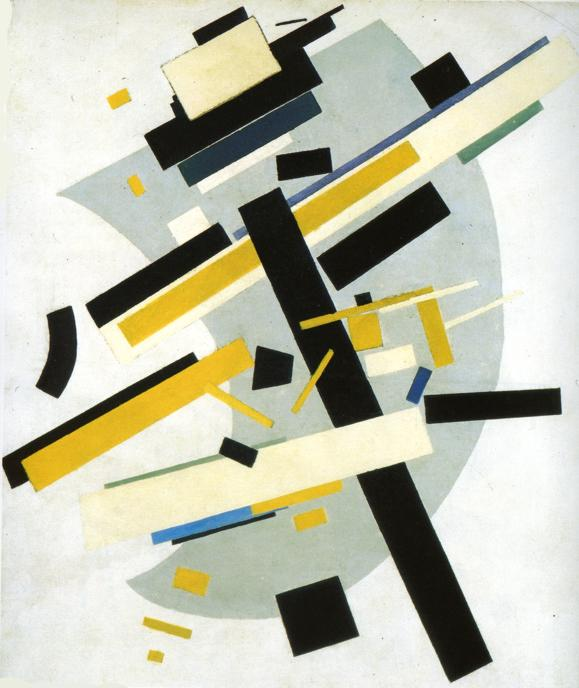
Malevich, Supremus -58, 1916

La prima avanguardia cinematografica aveva avuto luogo in Italia (il cinema futurista), ma non aveva saputo andare oltre un generico progetto, con opere inadeguate alla portata delle idee dei fondatori del movimento.
In Russia la presa del Palazzo d'Inverno del 1917 (dove vivevano gli zar) fu l'occasione che liberò anche tutte le forze intellettuali e creative del paese, legando indissolubilmente i progressi politici a quelli culturali. La rivista LEF del Fronte Popolare delle Arti e il Proletkul't di Mosca divennero i due primari poli di sperimentazione per le nuove forme di scrittura, di pittura e delle altre arti, contrapponendosi alla narrazione e alla figuratività tradizionali. Nel campo della arti performative ebbe importanza il FEKS, la "Fabbrica dell'Attore Eccentrico", che si ispirava alle acrobazie circensi.
La novità investiva più campi: Malevič e altri dipingevano forme geometriche e uomini come automi meccanici, Mejerchol'd portava nel teatro la "biomeccanica", con attori-macchina; Majakovskij nelle sue poesie celebrava la "rivolta degli oggetti"; Chlebnikov creava una nuova lingua per nuovi concetti (lo "zanghezi", Зангези); Tatlin architettava città "come macchina viva", ecc. È chiaro come le macchine avessero un fascino del tutto speciale su questa nuova generazione, arrivando a fondare un'estetica antitradizionale basata sulla velocità, sul movimento, sulla ripetizione, sulle forme geometriche. Importante fu l'influenza del Futurismo italiano, anche se tra i due movimenti non corsero buoni rapporti (Marinetti viaggiò in Russia per incontrare i poeti come Majakovskij nel 1914 e finì tutto in rissa).

## Teorie

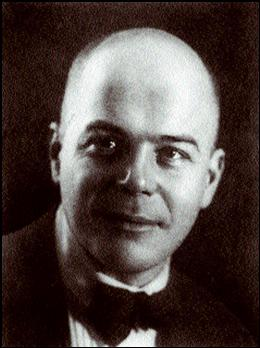
Viktor Šklovskij

Grande teorico del rinnovamento fu Viktor Šklovskij, che formulò la teoria dello straniamento (usata per esempio poi da Brecht nel teatro), dove un cambiamento improvviso del punto di vista nell'opera d'arte portava a nuove frontiere. Veniva presa come modello la mossa del cavallo negli scacchi, che è sempre angolare, trasversale, imprevedibile. Egli teorizzò anche il primato della forma nelle arti, dando origine alla grande scuola teorica del formalismo: ciò che contava non era il contenuto delle opere, ma la loro perfezione formale.
Il cinema stesso, poiché arte giovane, veloce e versatile, ebbe un ruolo di primo piano nelle arti d'avanguardia. Majakovskij lo descriveva come un "atleta" e un "gigante", "malato perché il capitalismo gli ha gettato negli occhi una manciata di monete d'oro". Il riferimento era alla tendenza ormai marcatamente commerciale del cinema narrativo americano.
I grandi cineasti russi della nuova stagione (Kulešov, Vertov, Ėjzenštejn, Pudovkin, Dovženko) partirono tutti da un rifiuto verso lo spettacolo tradizionale, dove lo spettatore è un soggetto passivo e inerte, a favore di un cinema-festa, dove lo spettatore è continuamente stimolato dai cambiamenti e le nuove invenzioni.

## Il "cine-occhio"
Dziga Vertov fu uno dei cineasti più sovversivi di questa epoca e nel 1925 lanciò la teoria del "cine-occhio" (kinoglaz): qualsiasi cosa che con gli occhi del quotidiano è banale e scontata, se guardata con l'occhio del cinema e del montaggio diventa qualcosa di nuovo, straniero, che genera sorpresa e meraviglia. Più che un regista Vertov fu un grande montatore, che arrivò a creare sequenze piene di poesia, di straniamento e di nuova percezione dello spazio urbano. Ne L'uomo con la macchina da presa, del 1929, filma un'intera giornata nella città di Mosca, la demolisce in tante sequenze e la ricrea come organismo vivo e pulsante. Manca qualsiasi narrazione, non c'è una storia, ma non c'è nemmeno l'intento didattico di un documentario: si tratta di un puro tessuto di immagini che genera poesia visiva. Tante sono gli espedienti retorici, dalle similitudini e le metafore (il risveglio di una donna montato in parallelo a quello della città stessa), agli ossimori, come il funerale montato con una scena di parto. Ma come è stato fatto notare, Vertov non è interessato a mostrare il mondo col cinema, ma a mostrare tutte le potenzialità del cinema attraverso il mondo come soggetto.

## L'effetto Kulešov
Un nuovo uso del montaggio venne scoperto da Lev Vladimirovič Kulešov, che mise a punto un esperimento empirico per dimostrare il senso dell'inquadratura e la sua funzione nel contesto della sequenza montata. Lo stesso identico primo piano di un attore veniva mostrato al pubblico dopo tre inquadrature diverse: un piatto di minestra, un cadavere, una bambina (secondo quanto si racconta. Interrogato poi il pubblico manifestò di aver percepito sfumature opposte nell'interpretazione dell'attore: fame, dolore, allegria.
Kulešov dimostrò così le potenzialità del montaggio narrativo, dove il senso è generato dal montaggio piuttosto che dalla singola inquadratura e dove il significato nasce nella mente dello spettatore. Il cosiddetto "effetto Kulešov" si diffuse rapidamente e influenzò gli altri cineasti.

## Pudovkin
Pudovkin teorizzò lo "specifico filmico", cioè l'elemento peculiare dell'arte cinematografica, che è il montaggio. Egli lo usò in maniera metaforica, per esempio nel film La madre, dove un fiume in piena simboleggia la collera rivoluzionaria.
Inoltre Pudovkin scoprì come il senso di un'azione si racconta spesso meglio "costruendola" in fase di montaggio piuttosto che filmandola semplicemente: una bomba che scoppia, ad esempio, si capisce meglio mostrando immagini frammentarie di sassi, polvere, luci, ombre, ecc. Anche gli errori di raccordo nel montaggio con Pudovkin acquistano dignità e valenza sovversiva: una persona che esce dall'inquadratura a destra e in quella successiva invece di rientrare da sinistra lo fa dallo stesso lato, può produrre un effetto originale, così come le ripetizioni possono creare un esito simile alle variazioni musicali.

## Dovženko
Aleksandr Petrovič Dovženko usò il montaggio per creare grandi poemi sul lavoro umano e sulla lotta verso la libertà. La sua ricerca era più impostata sul passato che sul futuro, arrivando a cercare come modello gli autori classici quali Omero e Esiodo. La sua opera migliore La terra (1930) è un'epopea cinematografica ("cinepoema") sulla vita dei contadini di un paese, dove ogni novità (come l'arrivo di un trattore) era origine di sorprese e sconvolgimenti. Per filmare Dovženko necessitava di mesi, talvolta anni, di permanenza nei luoghi scelti a soggetto, riuscendo così a cogliere la continuità della vita nei cambiamenti del mondo, ma anche la variazione della vita nella continuità del mondo.

## Ejzenštejn

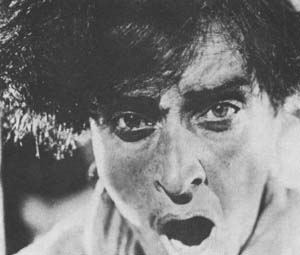
Il "cine-pugno" del primo piano della madre straziata, ne La corazzata Potëmkin

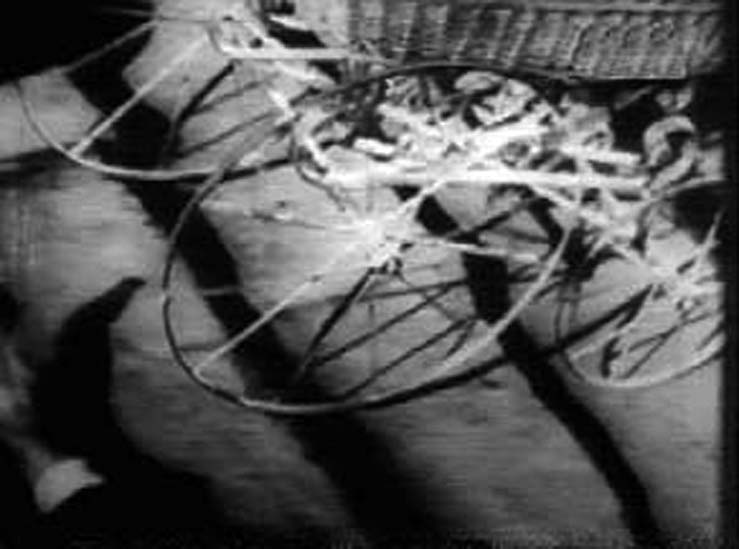
Fotogramma della carrozzina ne La Corazzata Potemkin

Ėjzenštejn fu il regista che portò le idee sul montaggio al massimo sviluppo. Dopo aver lavorato in teatro con Mejerhol'd formulò la teoria delle attrazioni nel 1923, che l'anno successivo adattò al cinema, secondo il cosiddetto montaggio delle attrazioni. Con questo procedimento Ejzenštejn intendeva scuotere lo spettatore con una sorta di violenza visiva, che lo sollevasse dal torpore dell'assorbimento passivo della storia, suscitando emozioni e nuove associazioni di idee. Lo stesso anno girò Sciopero, dove montò pezzi brevissimi, spesso scelti tra inquadrature strane o incongruenti, ma sempre dure e violente, in maniera da rendere il clima di caos dell'evento rivoluzionario raffigurato. Nel montaggio delle attrazioni tutto è disordinato, incompleto, scomposto e lo spettatore deve fare uno sforzo attivo per ricomporre il senso della storia e dei personaggi: è la teoria degli stimoli, dove lo spettatore è stimolato nella sua immaginazione e lavora con l'intelletto completando le figure inquadrate magari parzialmente, le azioni mostrate solo in parte, ecc.
Inoltre Ejzenštein era contrario alla linearità temporale, arrivando a invertire l'ordine di sequenze elementari (ad esempio mostrando prima una persona che cade, poi uno sparo, poi il grilletto di una pistola, generando un'ansia ed una paura maggiore rispetto ad una sequenza scontata, montata secondo l'ordine canonico.
Un'altra significativa teoria fu quella del cine-pugno, che mirava a shockare lo spettatore, a colpirlo con le immagini, come primi piani improvvisi e molto ravvicinati, espressioni violente, azioni serratissime. Il capolavoro in cui Ejzenštein sperimentò queste teorie fu La corazzata Potëmkin, soprattutto nella famosa scena della scalinata di Odessa, con l'arrivo improvviso dei soldati che sparano sulla folla, di straordinaria e terribile violenza.
Col Manifesto dell'asincronismo (1928) Ejzenstein e Pudovkin arrivarono a sostenere la necessità di svincolare il commento sonoro dalle immagini, magari generando conflitti espressivi che possano scuotere lo spettatore.
Nel 1929 Ejzenstejn, ormai già famoso a livello internazionale, pubblicò Oltre l'inquadratura, dove teorizzava il montaggio intellettuale, che poteva filmare le idee astratte, come strumento di riflessione filosofica al pari di un libro. Aderendo alla teoria formalismo di Slovski inventa la "drammaturgia della forma", dove il film è costruito sulla forma, arrivando a contrastare col contenuto ufficiale. Ma l'avvento di Stalin nel 1929 arrestò le nuove sperimentazioni, commissionando film a tema prestabilito e rifiutando con i fermenti d'avanguardia.
Ejzenstein si trasferì per un periodo negli Stati Uniti e in Messico, dove girò un film incompiuto sulla rivoluzione messicana. Tornato in patria si ritrovò isolato dal regime, ma continuò a scrivere teorie sul montaggio e sulla messa in scena, sviluppando anche le implicazioni col sonoro (film come "musica per gli occhi", partitura musicale-visiva).

## Il realismo socialista
Con Stalin gli slanci delle avanguardie degli anni Venti vennero gradualmente repressi verso un'arte più assoggettata al conformismo dominante, nella celebrazione del dittatore e degli eroi del passato, secondo una corrente artistica chiamata realismo socialista, che interessò più discipline. Nel cinema mantennero una notevole vena poetica solo alcuni autori, come Boris Barnet (Okraina, 1933) e lo stesso Ejzenstein, che nel film Ivan il Terribile (1944) e nel seguito La congiura dei boiardi svilupparono novità formali.
Ejzenstein in particolare usò la profondità di campo, che lui chiamava "montaggio dentro l'inquadratura", tesa a esaltare al massimo i contrasti dentro la singola inquadratura: famosa è la contrapposizione tra il primo piano dello zar e la folla di piccolissimi sudditi sullo sfondo, oppure l'enorme ombra che proietta la figura dello zar, che enfatizzano i significati simbolici quali la distanza tra regnanti e popolo o i risvolti alienanti del potere. Ejzenstein riuscì a soddisfare la committenza ufficiale del ritratto dello zar, che adombrava Stalin stesso, e le sue idee rivoluzionarie, creando un forte contrasto tra il contenuto celebrativo della pellicola e la forma delle inquadrature, che creano invece una figura "disumana, mostruosa, sola e crudele", verso la quale lo spettatore prova uno spontaneo senso di orrore, nonostante l'ammirazione obbligatoria nella trama del film. Nella Congiura dei boiardi Ejzenstejn arriva a creare una "musica per gli occhi", usando nella scena finale tre soli colori (rosso, nero e oro), che diventano i simboli delle tre passioni di Ivan (e di Stalin): sangue, morte e cupidigia.